# Büyük Adam Küçük Aşk
Büyük Adam Küçük Aşk (turc: Home gran, amor petit, kurd: Hêjar) és una pel·lícula dramàtica de coproducció internacional del 2001, escrita i dirigida per Handan İpekçi, sobre una nena kurda òrfena i un pensionista turc reunits per les circumstàncies. La pel·lícula, que es va estrenar generalment a tot Turquia el 19 d'octubre de 2001, va guanyar premis en festivals de cinema d'Antalya, El Caire, Colònia i Istanbul, inclosa la Taronja d'Or a la millor pel·lícula, i va ser la pel·lícula representant de Turquia als Premis Oscar de 2001 per al Oscar a la millor pel·lícula de parla no anglesa, però no va ser acceptada com a nominada.

## Argument
Una nena kurda òrfena (Hêjar) i un pensionista turc (Rıfat) es troben junts per les circumstàncies. Rıfat, un jutge jubilat vidu, es nega a involucrar-se en política. Es veu obligat a sortir de la seva solitud, quan Hêjar, l'únic supervivent d'una batuda policial als seus veïns kurds, es refugia a casa seva. A poc a poc, s'encarinya amb la nena i decideix reunir-la amb la seva família.

## Repartiment
- Şükran Güngör com a Rıfat Bey
- Dilan Erçetin com a Hêjar
- Füsun Demirel com a Sakine
- Yıldız Kenter com a Müzeyyen Hanım
- İsmail Hakkı Şen com a Evdo Emmi

## Premis
- Taronja d'Or i premis especials del jurat (Millor pel·lícula, millor guió, millor actor i actriu secundari), Festival Internacional de Cinema d'Antalya, 2001.[3]
- Premi Piràmide de Plata, Festival Internacional de Cinema del Caire, 2002.
- Premi al millor guió, Festival de Cinema Mediterrani de Colònia, 2002.
- Premi del Públic, Festival Internacional de Cinema d'Istanbul, 2003.